# Jacky Peeters
Jacky Peeters (13 de desembre de 1969) és un exfutbolista belga.

## Selecció de Bèlgica
Va formar part de l'equip belga a la Copa del Món de 2002.